# Василије Аргир
Василије Аргир (око 970 – после 1023) био је византијски племић и генерал, члан породице Аргир и брат цара Романа III. Василије је био деда по мајци цара Романа IV Диогена.
Према Синопсис Хисторион Јована Скилице, Василије Аргир је био стратег Самоса који је послат да се бори против италијанског побуњеника Мелеса око 1010/11. Могуће је да је извештај о Василијевој каријери у Италији резултат Скилициног спајања Аргира са другим савременим Василијем, по презимену Месардонит, који је био катепан Италије. С друге стране, он је можда био командант флоте послате да подржи Василија Месардонита у његовом гушењу побуне. Опозван је из Италије око 1017. Савремени научници као што су Гилоу и Ваније сматрају да су Василије Аргир и Василије Месардонит били иста особа, што је став који Александар Каздан не дели.
Након прекида у својој забележеној каријери, Василије се појављује као први византијски гувернер Васпуракана, јерменског краљевства, које је краљ Сенекерим-Јован предао цару Василију II 1021/22. Он је убрзо након именовања смењен са функције због неспособности. Празнину у Василијевој каријери условно се може попунити информацијама датим на печату откривеном у Преславу, у Бугарској, на коме је Василије именован као патрикиос и стратег Тракије.
Василије и чланови његове породице играли су улогу у византијској интеракцији са источним суседима царства. Удаја Василијеве ћерке Хелене за грузијског краља Баграта IV била је део мировног споразума о којем је преговарала Багратова мајка краљица Марија, ћерка бившег краља Сенекерима-Јована од Васпуракана, 1032. Скилицa такође говори о Васиијевим синовима као архонтима који су живели у Анатоличкој теми средином 11. века. Друга Василијева ћерка, чије име није сачувано, била је удата за генерала Константина Диогена и постала мајка будућег цара Романа IV Диогена.